# Alouette à ailes rousses
Plocealauda erythroptera
Espèce
Répartition géographique
Statut de conservation UICN

 LC  : Préoccupation mineure
L'Alouette à ailes rousses (Plocealauda erythroptera) est une espèce d’oiseaux. Comme toutes les alouettes elle appartient à la famille des Alaudidae.

## Description
Cette espèce mesure 13,5 à 15 cm.

## Alimentation
Cet oiseau consomme des graines et des invertébrés. Son régime alimentaire est assez méconnu.